# Дружелюбовка (Николаевская область)
Дружелюбовка (укр. Дружелюбівка) — село в Еланецком районе Николаевской области Украины.
Основано в 1924 году. Население по переписи 2001 года составляло 378 человек. Почтовый индекс — 55540. Телефонный код — 5159. Занимает площадь 0,98 км².

## Местный совет
55540, Николаевская обл., Еланецкий р-н, с. Малоукраинка, ул. Школьная, 2